# Kappa Kappa Gamma
Kappa Kappa Gamma (ΚΚΓ) ist eine US-amerikanische Studentinnenvereinigung, die 1870 in Illinois von sechs jungen Frauen gegründet wurde.
Kappa nennt sich Women’s Fraternity, weil es das Wort Sorority im Gegensatz zu Fraternity (Männervereinigung) zu Gründungszeiten noch nicht gab.

„Kappa Kappa Gamma umfasst Werte der alten Griechen von Güte, Wahrheit, Schönheit und ethischem Leben.“

Weltweit sind 240.000 „Schwestern“ in 307 sogenannten Chapters organisiert, davon 140 in den USA und Kanada. Sie bestehen an den meisten Universitäten der USA, darunter an der Yale University, der Harvard University und der Stanford University. Bekannte Alumnae sind Candice Bergen, Kate Jackson, Ashley Judd und Donna Tartt.